# استادلند
استادلند (به انگلیسی: Studland) یک روستا و محله مدنی در بریتانیا است که در Purbeck واقع شده‌است. استادلند ۴۲۵ نفر جمعیت دارد.